# Agalteca
Agalteca är en ort i Honduras.   Den ligger i departementet Departamento de Francisco Morazán, i den centrala delen av landet, 40 km norr om huvudstaden Tegucigalpa. Agalteca ligger 724 meter över havet och antalet invånare är 1 029.